# ألبرت ك. بندر
ألبرت ك. بندر (بالإنجليزية: Albert K. Bender) هو محرر أمريكي، ولد في 16 يونيو 1921 في دوريا في الولايات المتحدة، وتوفي في 2002 في لوس أنجلوس في الولايات المتحدة.